# Vaquería (Paraguay)
Vaquería, también conocido como San Blas, es un distrito paraguayo del Departamento de Caaguazú. Su nombre proviene del apellido Vázquez Díaz ya que antiguamente las tierras pertenecían a la familia Vázquez Díaz; este apellido era difícil de pronunciar por los locales de lengua materna guaraní por lo que llamaban al lugar "Vaquedía", que luego derivó en "Vaquería". En esta ciudad, la gente con apellido Díaz es común.
Se encuentra aproximadamente a 243 km de la ciudad de Asunción. Surgió como un distrito en el año 1992, de un desprendimiento del distrito de Yhú, del que se encuentra a 15 km de distancia. Es reconocido por su producción forestal, la riqueza de su suelo y sus yerbales. Un dato llamativo es que se cuenta con una mayor participación de alumnos matriculados para el nivel secundario, a diferencia de lo que ocurre en otras latitudes.

## Geografía
Situado al norte del departamento de Caaguazú, sus tierras se encuentran cubiertos por grandes llanuras, utilizadas por los pobladores de la zona para la dedicación a la producción agrícola ganadera. Las tierras del distrito son bañadas por afluentes del río Yguazú, cuyas aguas son aptas para la pesca, el arroyo Curupika'y, el arroyo Pindó, el arroyo Mondaymí, el arroyo Ybycu'í que le sirve de límite con el distrito de Yhú.
Limita al norte con Yhú y el Departamento de Canindeyú; al sur con Raúl Arsenio Oviedo y Nueva Toledo; al este con Nueva Toledo y el Departamento de Alto Paraná; y al oeste con Yhú.

## Clima
Predomina el clima subtropical, y caen abundantes lluvias. Su temperatura máxima asciende a 31 °C en verano, y baja hasta cerca de O °C en invierno. Debido a su privilegiado clima, es uno de los que comprenden las mejores condiciones para la actividad agrícola.

## Demografía
Según datos oficiales del censo paraguayo de 2022, la población asciende a 10 498 habitantes. Se encuentran las siguientes comunidades indígenas: Mbokaja í, Yvyku`i Jovai y Puentecito.
Cuenta con un alto número de niños y jóvenes, que le otorga a todo el departamento una fisonomía de ser un “departamento joven”. Gran parte de su población es relativamente reciente, siendo materializado por colonias agrícolas, que con la aplicación de proyectos de desarrollo rural y la pavimentación de troncales distritales lo convirtieron, en un área atrayente para los inmigrantes.

## Economía
La economía de esta localidad se basa en la agricultura, siendo su principal producción la soja transgénica. Su suelo fértil, hace de él una esperanza de producción agrícola. Sus habitantes se dedican a la agricultura de subsistencia y a la ganadería menor. La producción agrícola y forestal, se basa especialmente en el cultivo de soja, caña de azúcar, mandioca, algodón, yerba mate, trigo, naranja dulce y también cuenta con cultivos dedicados a la horticultura. En relación con la ganadería, cuenta con ganado vacuno, caprino, lanar, porcino. Es una zona donde aún existe explotación forestal.

## Infraestructura
Se accede a este distrito por un ramal que parte de la Ruta PY02 o también por las rutas PY13 y PY21. Posee dentro del área urbana calles pavimentadas, otras empedradas, enripiadas y terraplenadas que facilitan el desplazamiento de las personas y vehículos dentro del distrito. El transporte público es básico y en las épocas de mucha lluvia la ciudad se queda prácticamente aislada por la falta de camino de todo tiempo, interurbanos y nacionales, y con servicios en forma periódica hasta la capital del país.

## Turismo
El distrito cuenta con zonas y lugares especialmente habilitados para la realización del turismo rural, y sin dejar de mencionar que sobre el río Yguazú los pobladores de la zona y visitantes en general, se dedican a la pesca.